# 尼德奥 (黑森州)
尼德奥（德語：Nidderau，發音：[ˈnɪdɐʔaʊ] ⓘ，意为“尼德河草甸”；又译尼德劳）是德国黑森州达姆施塔特行政区美因-金齐希县的城市，面积46.73平方千米，2023年12月31日人口为20,652人。